# Takushima Kengo
Kengo Takushima (sinh ngày 15 tháng 5 năm 1987) là một cầu thủ bóng đá người Nhật Bản.

## Sự nghiệp câu lạc bộ
Kengo Takushima đã từng chơi cho Avispa Fukuoka.